# Portugal au Concours Eurovision de la chanson 2010
Le Portugal a participé au Concours Eurovision de la chanson 2010. L'artiste qui a représenté le Portugal au Concours Eurovision de la chanson 2010 a été sélectionné en sélection nationale par le biais du Festival da Canção. Pour la première fois depuis la création de la sélection Festival da Canção, il y aura deux demi-finales qui se déroulent dans la même semaine (du 2 mars 2010 au 6 mars 2010).

## Festival da Canção 2010
Le concours Festival da Canção se déroule les 2 mars 2010, 4 mars 2010 et 6 mars 2010 aux Arènes du Campo Pequeno, cette arène accueillera la sélection et cette arène a la capacité de 10 000 personnes ce qui fera la plus grande affluence lors d'un concours Festival da Canção.

### Pré-qualification
Jusqu'à mi-janvier, les artistes pouvaient envoyer leurs chansons au site officiel de la RTP. Puis avant les pré-qualifications via Internet, un jury professionnel devait choisir les 30 chansons qui allaient participer à cette pré-qualification, qui pose une règle stricte : les chansons présentées devront être en portugais. Lors des pré-qualifications, 24 chansons seront admises à participer aux demi-finales et à la finale.
| Artiste              | Chanson                                  | Langue    | Votes       | Place       |
| -------------------- | ---------------------------------------- | --------- | ----------- | ----------- |
| Filipa Azevedo       | "Há dias assim"                          | Portugais | 2,992       | 1           |
| Nuno & Fábia         | "Amar (Vieste para me salvar)"           | Portugais | 2,905       | 2           |
| Nina Pinto           | "Meu coração não é meu"                  | Portugais | 2,385       | 3           |
| Nucha                | "Chuva"                                  | Portugais | 2,361       | 4           |
| Banda Trocopasso     | "O mundo de pernas para o ar"            | Portugais | 2,130       | 5           |
| Filipa Galvão Telles | "O amor não sabe"                        | Portugais | 2,119       | 6           |
| Catarina Pereira     | "Canta por mim"                          | Portugais | 2,036       | 7           |
| Claudisabel          | "Contra tudo e todos"                    | Portugais | 1,975       | 8           |
| Evelyne Filipe       | "A tua voz"                              | Portugais | 1,834       | 9           |
| Seis Po' Meia Dúzia  | "Pássaro saudade"                        | Portugais | 1,701       | 10          |
| Filipe Delgado       | "Serei eu"                               | Portugais | 1,474       | 11          |
| Gonçalo Tavares      | "Rios"                                   | Portugais | 1,380       | 12          |
| Nuno Pinto           | "Fogo lento"                             | Portugais | 1,345       | 13          |
| Ouro                 | "Arco-íris dentro de mim"                | Portugais | 1,336       | 14          |
| Jorge Guerreiro      | "Ai Lisboa"                              | Portugais | 1,276       | 15          |
| David Navarro        | "Quem é que sera?"                       | Portugais | 1,233       | 16          |
| Rui Nova             | "Uma canção à Cid (O sol e as estrelas)" | Portugais | 1,226       | 17          |
| Gonçalo Madruga      | "Cores de um mundo"                      | Portugais | 1,225       | 18          |
| Dennisa              | "Meu mundo de sonhos"                    | Portugais | 1,219       | 19          |
| The Agency           | "É assim que as coisas são"              | Portugais | 1,178       | 20          |
| Terra D'Água         | "Amanhã no mar"                          | Portugais | 1,161       | 21          |
| V-Boy                | "Quando eu penso em ti"                  | Portugais | 1,156       | 22          |
| Ricardo Martins      | "Caminheiro de mim"                      | Portugais | 1,143       | 23          |
| Vanessa              | "Alvorada"                               | Portugais | 1,142       | 24          |
| Joana Lobo Anta      | "Há dias"                                | Portugais | 1,125       | 25          |
| João Pedreira        | "Destino qualquer"                       | Portugais | 951         | 26          |
| Paulo João Sousa     | "Pintado a carvão"                       | Portugais | 411         | 27          |
| Davi Duarte          | "Serei alguém p'ra ti"                   | Portugais | 311         | 28          |
| Ricardo Levi         | "Minha alma lusitana"                    | Portugais | 268         | 29          |
| Homens da Luta       | "Luta assim não dá"                      | Portugais | Disqualifié | Disqualifié |

### Demi-Finale 1
Tout comme pour le Concours Eurovision de la chanson 2010, il y aura deux demi-finales qui se dérouleront le 4 mars 2010. Les 24 chansons qui ont été sélectionnés grâce aux internautes seront disposées dans deux demi-finales où concourront 12 chansons dans chacune d'entre elles.
| #  | Artiste              | Chanson                     |
| -- | -------------------- | --------------------------- |
| 1  | Nucha                | "Chuva"                     |
| 2  | Ouro                 | "Arco-íris dentro de mim"   |
| 3  | Claudisabel          | "Contra tudo e todos"       |
| 4  | Filipa Azevedo       | "Há dias assim"             |
| 5  | Jorge Guerreiro      | "Ai Lisboa"                 |
| 6  | Dennisa              | "Meu mundo de sonhos"       |
| 7  | Nuno Pinto           | "Fogo lento"                |
| 8  | Filipa Galvão Telles | "O amor não sabe"           |
| 9  | The Agency           | "É assim que as coisas são" |
| 10 | Gonçalo Madruga      | "Cores de um mundo"         |
| 11 | Evelyne Filipe       | "A tua voz"                 |
| 12 | Vanessa              | "Alvorada"                  |

### Demi-Finale 2
La deuxième demi-finale se déroulera le 4 mars 2010.
| #  | Artiste             | Chanson                                  |
| -- | ------------------- | ---------------------------------------- |
| 1  | Rui Nova            | "Uma canção à Cid (O sol e as estrelas)" |
| 2  | Ricardo Martins     | "Caminheiro de mim"                      |
| 3  | Nuno & Fábia        | "Amar (Vieste para me salvar)"           |
| 4  | David Navarro       | "Quem é que será?"                       |
| 5  | Catarina Pereira    | "Canta por mim"                          |
| 6  | Filipe Delgado      | "Serei eu"                               |
| 7  | V-Boy               | "Quando eu penso em ti"                  |
| 8  | Terra D'Água        | "Amanhã no mar"                          |
| 9  | Nina Pinto          | "Meu coração não é meu"                  |
| 10 | Gonçalo Tavares     | "Rios"                                   |
| 11 | Banda Trocopasso    | "O mundo de pernas para o ar"            |
| 12 | Seis Po' Meia Dúzia | "Pássaro saudade"                        |

### Finale
| #  | Artiste              | Chanson                                  | Jury | Televote | Total | Place |
| -- | -------------------- | ---------------------------------------- | ---- | -------- | ----- | ----- |
| 1  | Filipa Galvão Telles | "O amor não sabe"                        | 0    | 0        | 0     | 12    |
| 2  | Banda Trocopasso     | "O mundo de pernas para o ar"            | 5    | 8        | 13    | 4     |
| 3  | Jorge Guerreiro      | "Ai Lisboa"                              | 1    | 0        | 1     | 10    |
| 4  | Ricardo Martins      | "Caminheiro de mim"                      | 2    | 10       | 12    | 7     |
| 5  | The Agency           | "É assim que as coisas são"              | 10   | 2        | 12    | 5     |
| 6  | Seis Po' Meia Dúzia  | "Pássaro saudade"                        | 3    | 4        | 7     | 8     |
| 7  | Nuno Pinto           | "Fogo lento"                             | 7    | 5        | 12    | 6     |
| 8  | Catarina Pereira     | "Canta por mim"                          | 6    | 12       | 18    | 2     |
| 9  | Filipa Azevedo       | "Há dias assim"                          | 12   | 7        | 19    | 1     |
| 10 | Gonçalo Tavares      | "Rios"                                   | 4    | 3        | 7     | 9     |
| 11 | Vanessa              | "Alvorada"                               | 8    | 6        | 14    | 3     |
| 12 | Rui Nova             | "Uma canção à Cid (O sol e as estrelas)" | 0    | 1        | 1     | 11    |

### Controverses
Le classement de Catarina Pereira a alimenté une grosse polémique, car le vote du peuple portugais était très différent de celui du jury qu'on qualifia d'inexpérimenté. C'est pourquoi on a créé plusieurs pétitions pour emmener Canta Por Mim à Oslo à place de Há Dias Assim.
Malgré une grosse mobilisation, le groupe portugais originaire de Porto, les Santamaria ont refusé de participer à l'Eurovision pour 2010 car "[ils] préparaient un album". On peut donc penser qu'une participation en 2011 serait envisageable.
Une rumeur indiquait que la chanson de Dennisa, "Meu mundo de sonhos" est un plagiat de la chanson des Feminnem, nommée "Call Me", qui a représenté la Bosnie-Herzégovine en 2005. La rumeur est désormais démentie par Dennisa qui qualifie cette rumeur d'une ânerie.

## Lors duConcours Eurovision de la chanson 2010
Le Portugal participera à la 1e demi-finale du 25 mai 2010 à Oslo en Norvège.